# Comté d'Ogemaw
Le comté d'Ogemaw (Ogemaw County en anglais) est dans le nord-est de la péninsule inférieure de l'État du Michigan. Son siège est à West Branch. Selon le recensement de 2020, sa population est de 20 770 habitants. Le chef-lieu du comté est West Branch. 

## Géographie
Le comté a une superficie de 1 488 km², dont 1 462 km² est de terre.

### Comtés adjacents
- Comté d'Oscoda (nord)
- Comté d'Alcona (nord-est)
- Comté de Crawford (nord-ouest)
- Comté de Iosco (est)
- Comté d'Arenac (sud-est)
- Comté de Gladwin (sud-ouest)
- Comté de Roscommon (ouest)